# Покровський старообрядницький жіночий монастир
Покро́вський старообрядницький жіночий монастир — колишній жіночий монастир старообрядників, що існував у місті Черкаси. Монастир дав назву вулиці Монастирській (сучасна Кобзарська).

## Історія
З другої половини 18 століття у Черкасах почали оселятись старообрядці (розкольники). Вже станом на 19 століття вони мали парафіяльну церкву у межах міста та 2 монастирі на околицях. Один був чоловічим, а інший жіночим. Останній розташовувався на південній околиці міста і був заснований інокинею Афанасією на придбаній нею землі. Монастир мав 2 церкви:
- Покрови Пресвятої Богородиці
- Чудотворця Миколая

У структурі монастиря були 13 будинків зі службами та загальною трапезною.
Станом на 1830 рік у монастирі було 59 монахині та білиць, 1839 року — 52 особи, 1853 року — 35 монахинь та білиць, 1860 року — 35 монахинь та 15 старих жінок, 1861 року — 70 осіб, 1903 року — 70 монахинь та 40 послушниць, 1907 року — 49 монахинь, 24 послушниці 45 сиріт та 15 схімниць.
На початку 20 століття монастир був зруйнований, на його місці збудували вчасності школу.

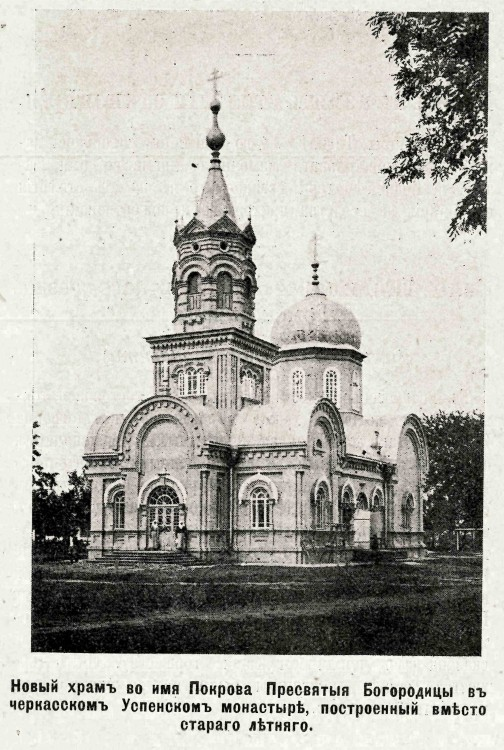
Церква Покрови Пресвятої Богородиці (1908 рік)
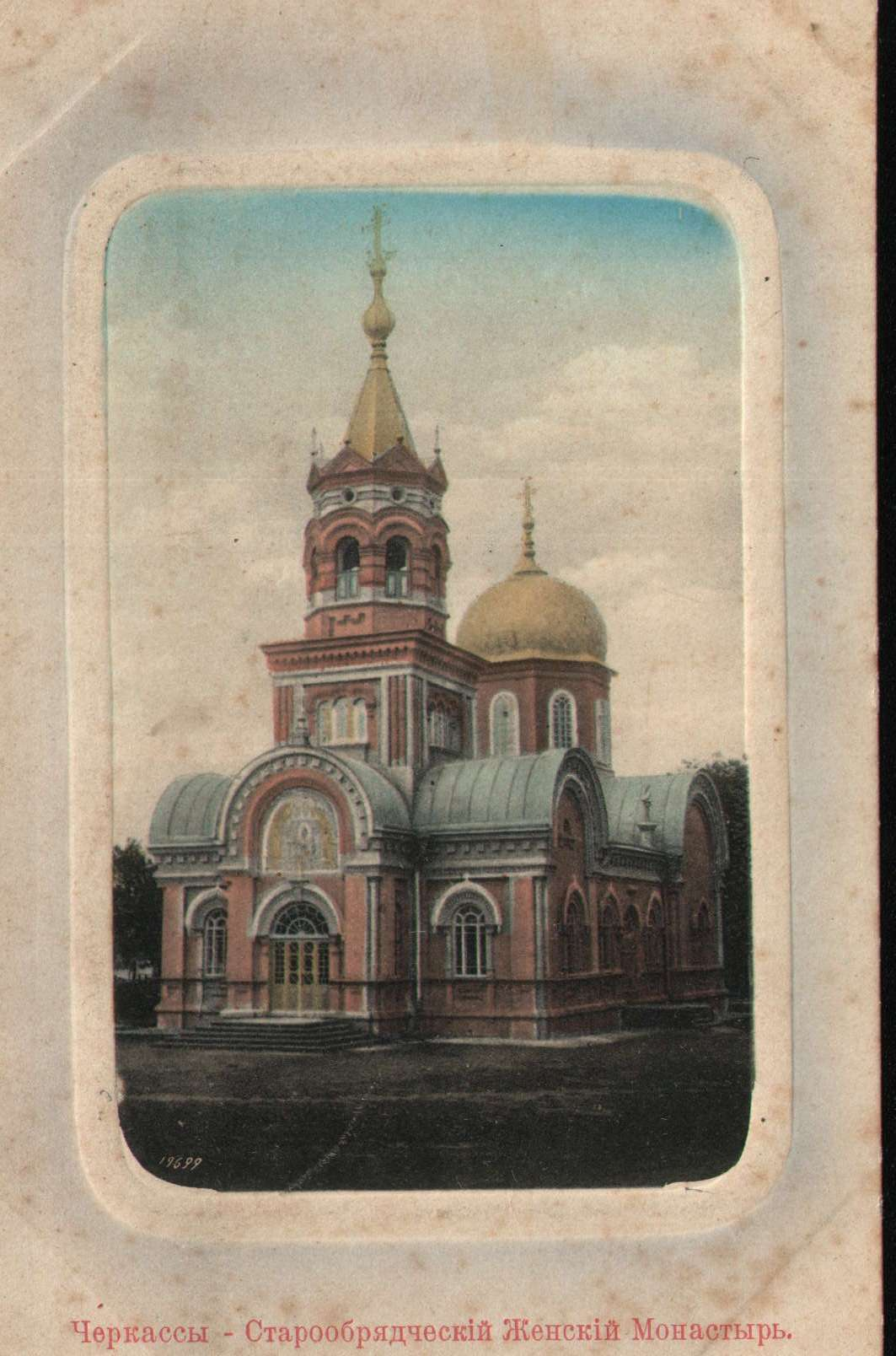
Церква Покрови Пресвятої Богородиці (1910 рік)
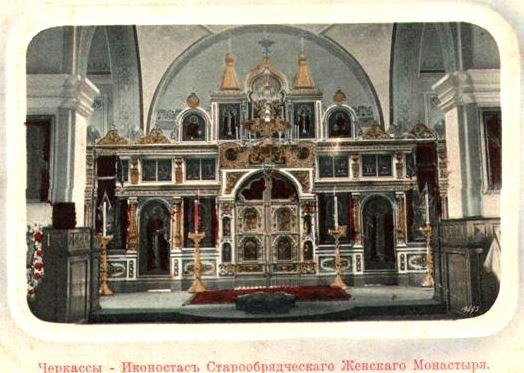
Іконостас